# Madame Pasca
Madame Pasca, pseudonimo di Alice-Marie-Angèle Pasquier (Lione, 1835 – Parigi, 1914), è stata un'attrice teatrale francese.

## Biografia
Dopo il suo esordio nell'opera lirica, in età giovanile, passò al Théâtre du Gymnase Marie Bell nel 1864 divenendo famosa con il suo pseudonimo.
Nel 1874 venne ritratta dal pittore Léon Bonnat.